# A2 (motorväg, Cypern)
A2 är en motorväg på Cypern som går mellan Alámpra och Larnaca. Denna motorväg binder ihop motorvägarna A1 och A3. Denna motorväg är viktig förbindelse då den utgör en del i den motorvägsförbindelse som går mellan den viktiga hamnstaden Larnaca och huvudstaden Nicosia.